# Rábasömjén
Rábasömjén Sárvár egyik földrajzilag különálló, a várostól északra fekvő városrésze.

## Megközelítése
Két főút is húzódik a közvetlen közelében, lakott területeitől keletre a 84-es, délre pedig a 88-as, úgyhogy azok révén az ország távolabbi részei felől is könnyen megközelíthető. Sárvár központja és az északnyugati szomszédjában fekvő Ölbő felől a 8446-os úton érhető el.

## Történelem
Első írásos említése 1293-ból ismert. Egy 1359-ben kelt feljegyzés a papját is említette, ez alapján a falunak feltételezhetően temploma is volt már akkor. Az 1698-as egyházlátogatáskor leírták, hogy a keletelt temploma a község közepén áll, fal veszi körül díszes kapuval és kőtoronnyal. Szentélye és sekrestyéje boltozott. Kegyura a Nádasdy család lehetett. A templom körül egykor fal védmű volt, amely egy temetőt is magába foglalt. Az Árpád-kori eredetű temető létét a templomtól nyugatra 2010. május 13–21. között csatornázás során végzett régészeti feltárás igazolta. A soros temető használata a rendelkezésre álló adatok szerint legkésőbb a 11. században megkezdődhetett, használatát írott források a 13. század elejétől igazolják.
Jelenleg itt található a település orsó alakú központi tere, északi oldalán korszerű játszótérrel, délen parkosítással.
A közigazgatás egykori épülete 1913-ban épült, díszes homlokzattal és szoborfülkével benne Szűz Máriával.
A falu a klasszikus útifalvak típusához tartozik, fésűs beépítésű hagyományos parasztházakkal. A közelmúltban a tradicionális parasztházak helyét korszerűbb otthonok kezdték felváltani.
Borovszky Samu leírása szerint: "Rába-Sömjén, magyar község, 54 házzal és 498 r. kath. és ág. ev. lakossal. Postája és távírója Sárvár. Kath temploma nagyon régi, ablakainak egy része gótikus. A sárvári uradalomhoz tartozott."
1913 és 1974 között a Zalabér–Sárvár–Répcevis–Felsőlászló-vasútvonal kötötte össze északi irányban Bükkel és onnan Kőszeggel, illetve déli irányban Sárvárral és azon keresztül Zalabérrel is.
1943-ban jelent meg Szenttamási Babos Lajos (szerző) és dr. Pável Ágoston (szerkesztő) tollából A sárvárvidéki körjegyzőség története- Alcím: Csénye, Kissitke, Nagysitke és Rábasömjén községek monográfiája. Babos Lajos - körjegyző
(Nemeskolta, 1895. jún. 29. - Sárvár, 1967. okt. 7.) 1928-ban került a sárvárvidéki körjegyzőségre és 1946-ig dolgozott ott. Több, mint 8 évi gyűjtőmunka eredménye lett ez a kötet.
1964-ben egy olajkutatás során rendkívül magas ásványianyag-tartalmú forrást tártak fel a falu területén, a keleti határában. Az ott feltörő gyógyvízből állították elő az 1980-as évek egyik közkedvelt termékének számító, Sárvári termálkristály márkanevű fürdősó-készítményeket. A termékcsaládot forgalmazó cég a rendszerváltást követő időszakban megszűnt.
1968-ban Sárvár városhoz csatolták.
2010-2012 március 12. között 872 millió forintból elkészült a városrész csatornarendszere.
2010-ben új játszótér létesült.

## Nevezetességek
- Temploma Szent Márk tiszteletére szentelt. Felújítására 1775-ben, bővítésére 1935-ben került sor. Az alaprajza latin kereszt alakú. A román stílusú ikerablakai a nyugati és déli oldalán található a toronynak, amelyeknek a kibontására 1970-ben került sor. Az 1933-ban kapott neoromán homlokzat-architektúrát az 1973-as tatarozáskor eltüntették.
- A templom előtt áll egy 1869-ben emelt kőkereszt.
- A templomtól délre áll a parkban az I. és II. világháborús hősi halottak emlékműve.
- A templom mögött egy kerítésfalban kialakított fülkében áll Mindszenty József 2011-ben felállított szobra. Mellette 2013-ban állított emléktábla emlékeztet a kommunizmus alatt üldözött szombathelyi egyházmegyés papokra.
- Rábasömjéni forrásból elkészített Sárvári Termálkristály.

## Képgaléria

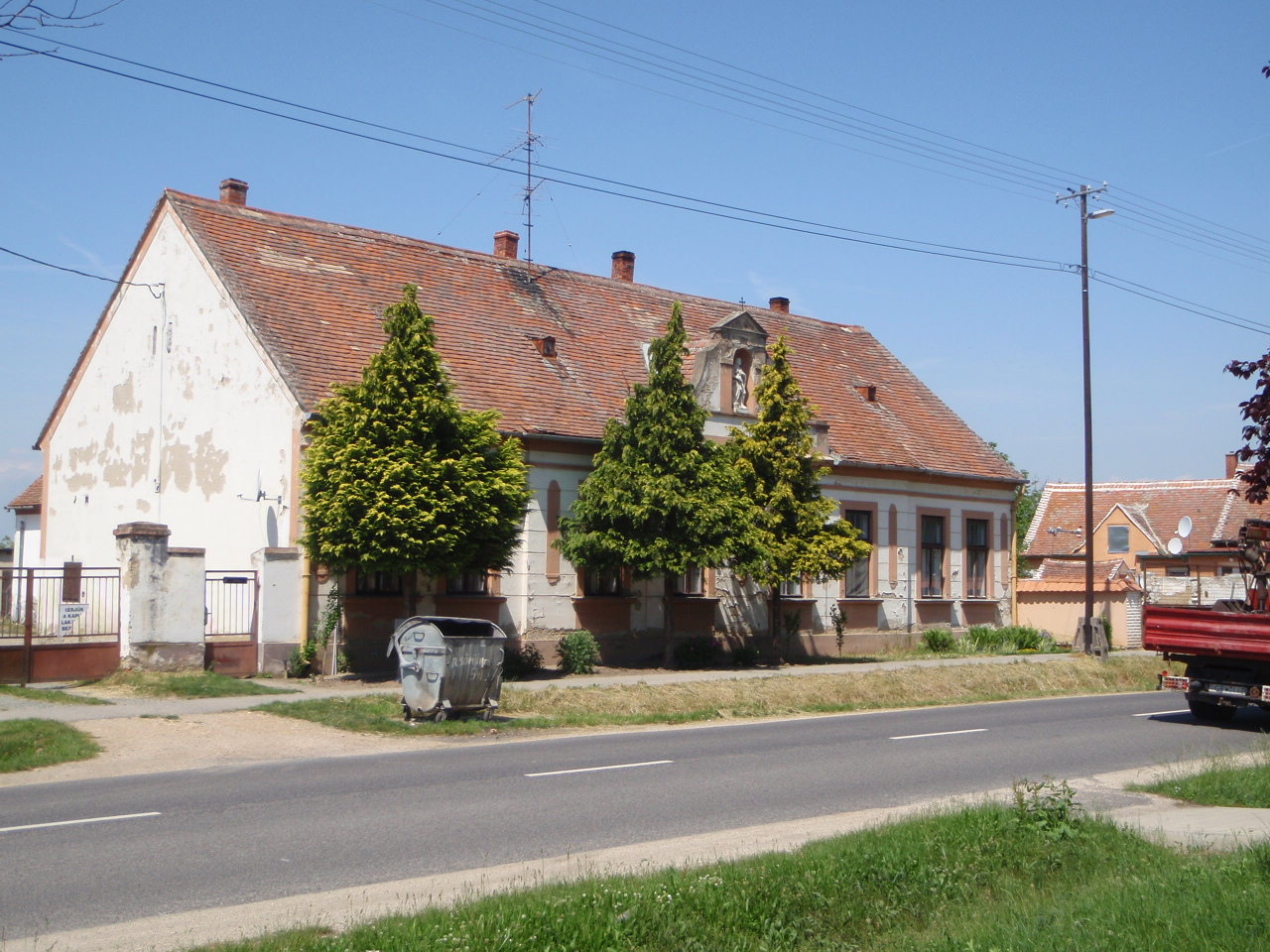
Az egykori községháza
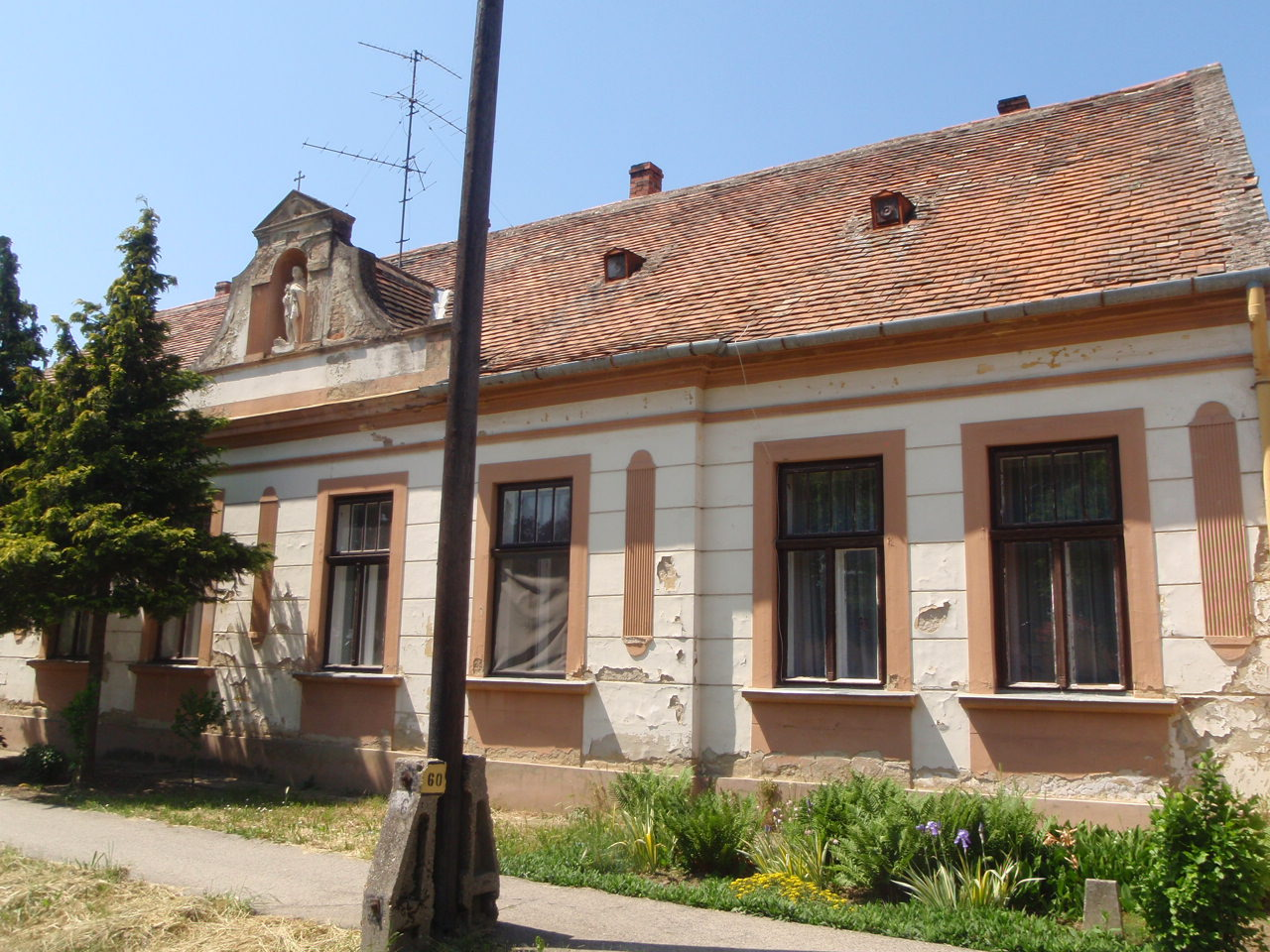
Az egykori községháza
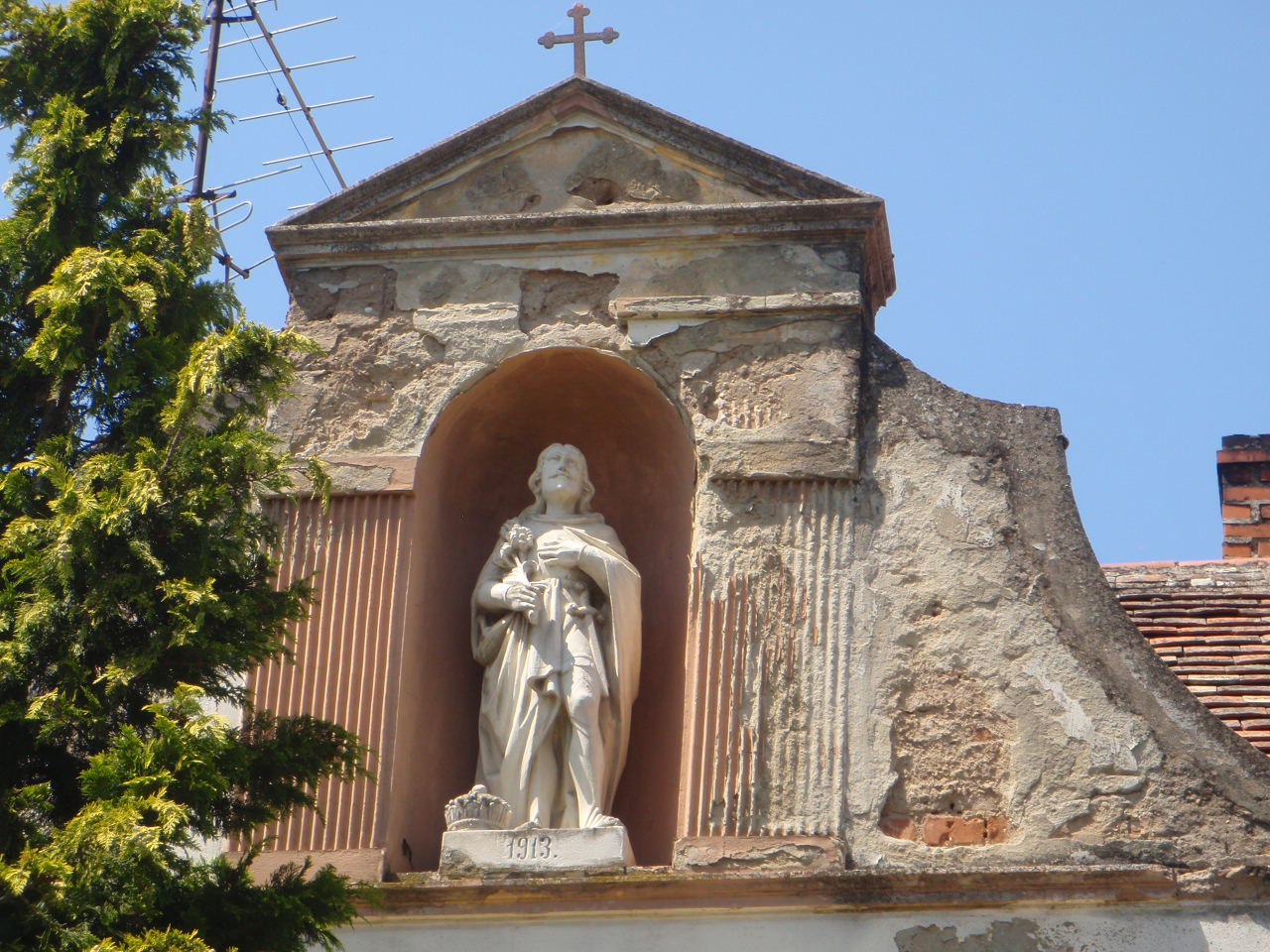
A volt községháza homlokzati szobordísze
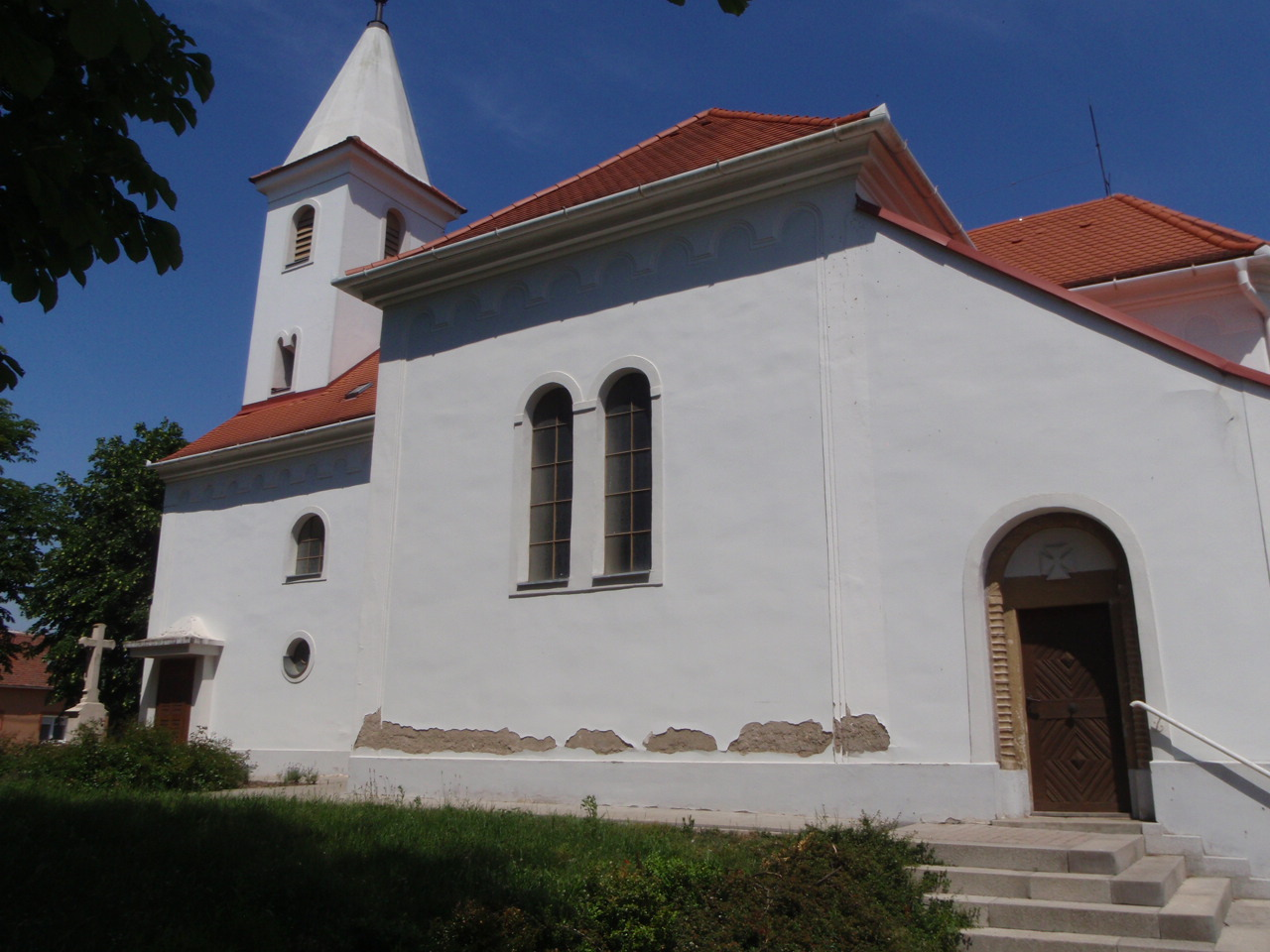
A Szent Márk-templom
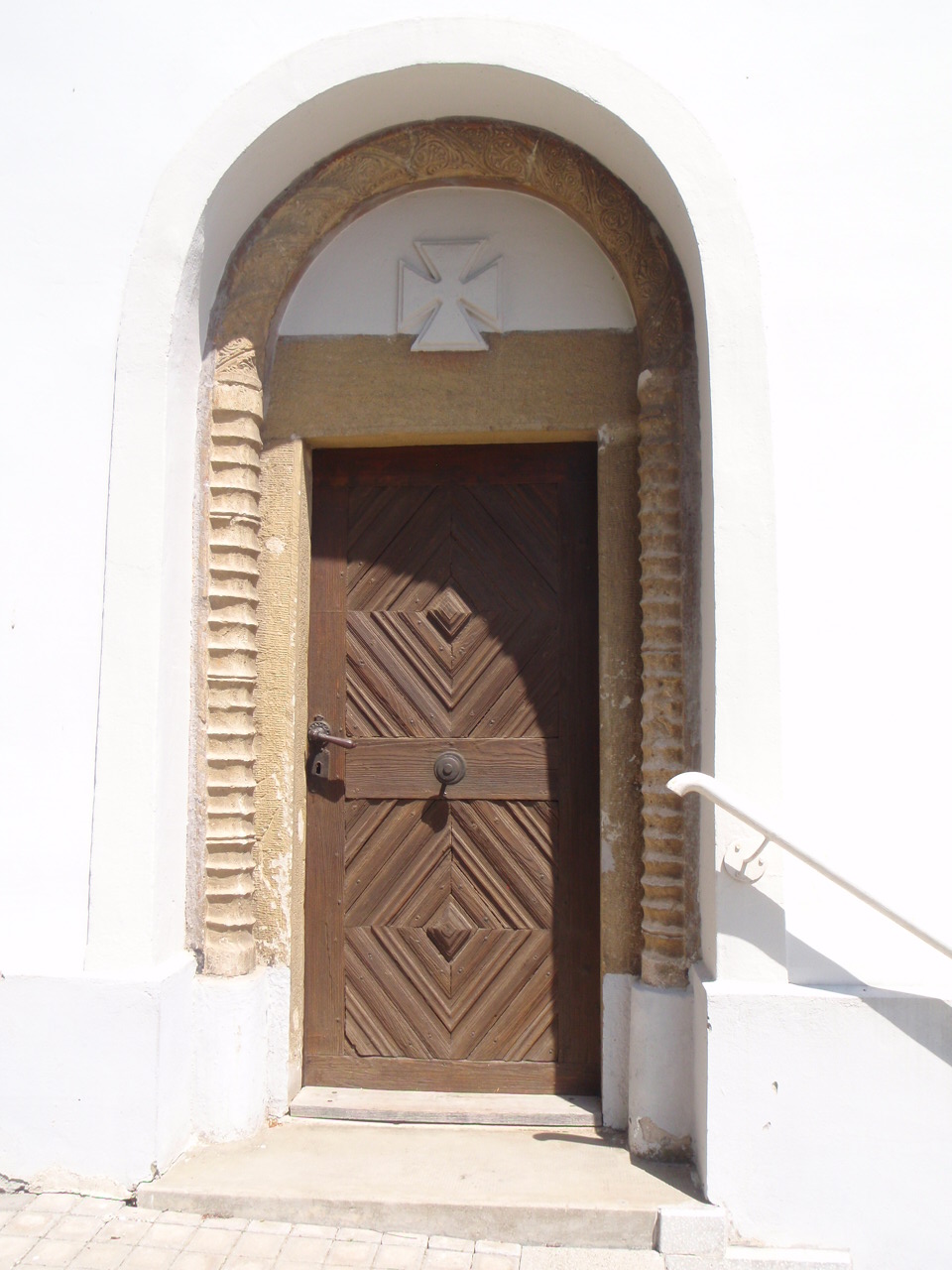
A templom szépen faragott, kőkeretes oldalkapuja
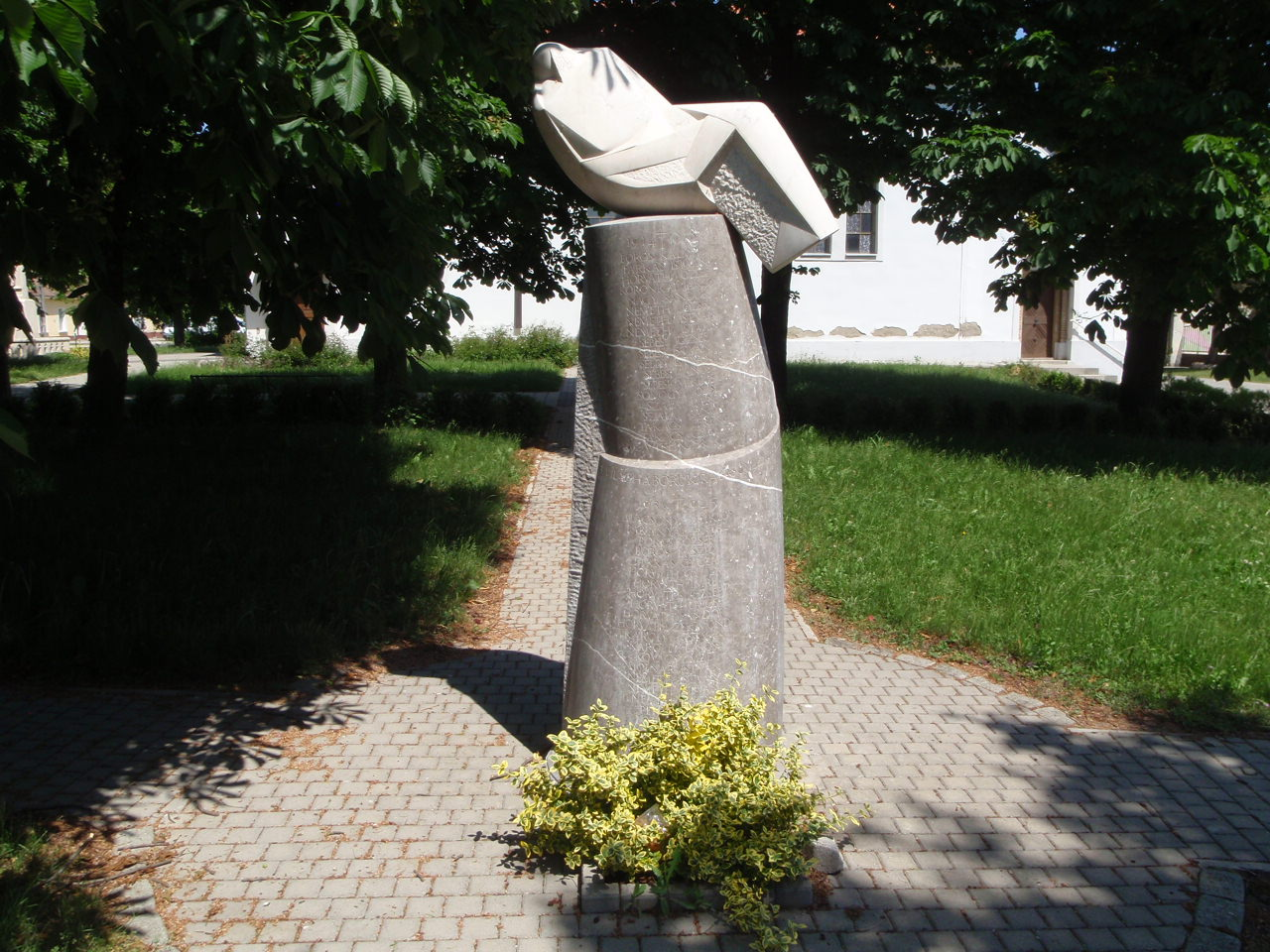
Az I. és II. világháborús áldozatok emlékműve a templom melletti parkban
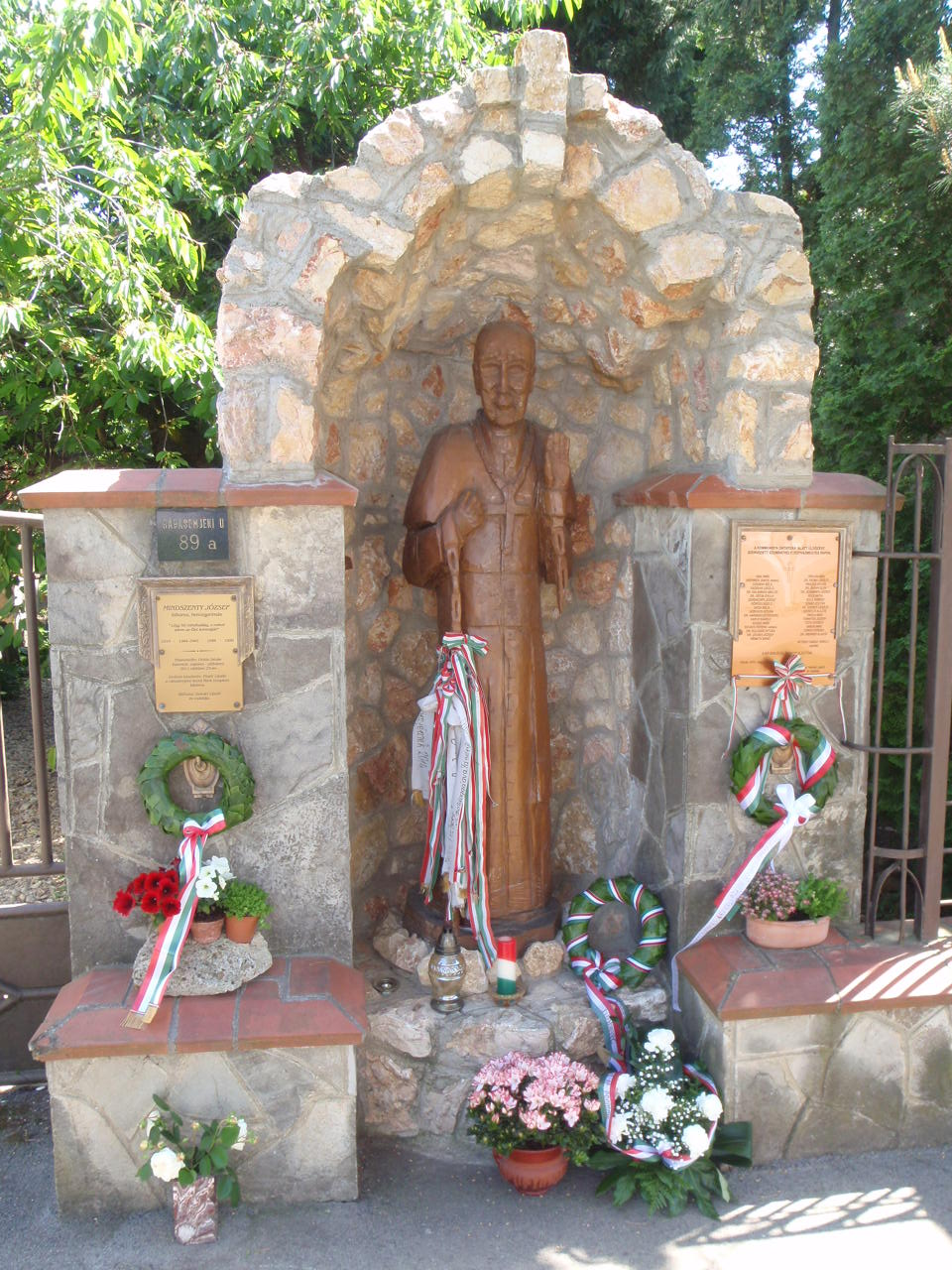
Mindszenty József szobra a templom mögött
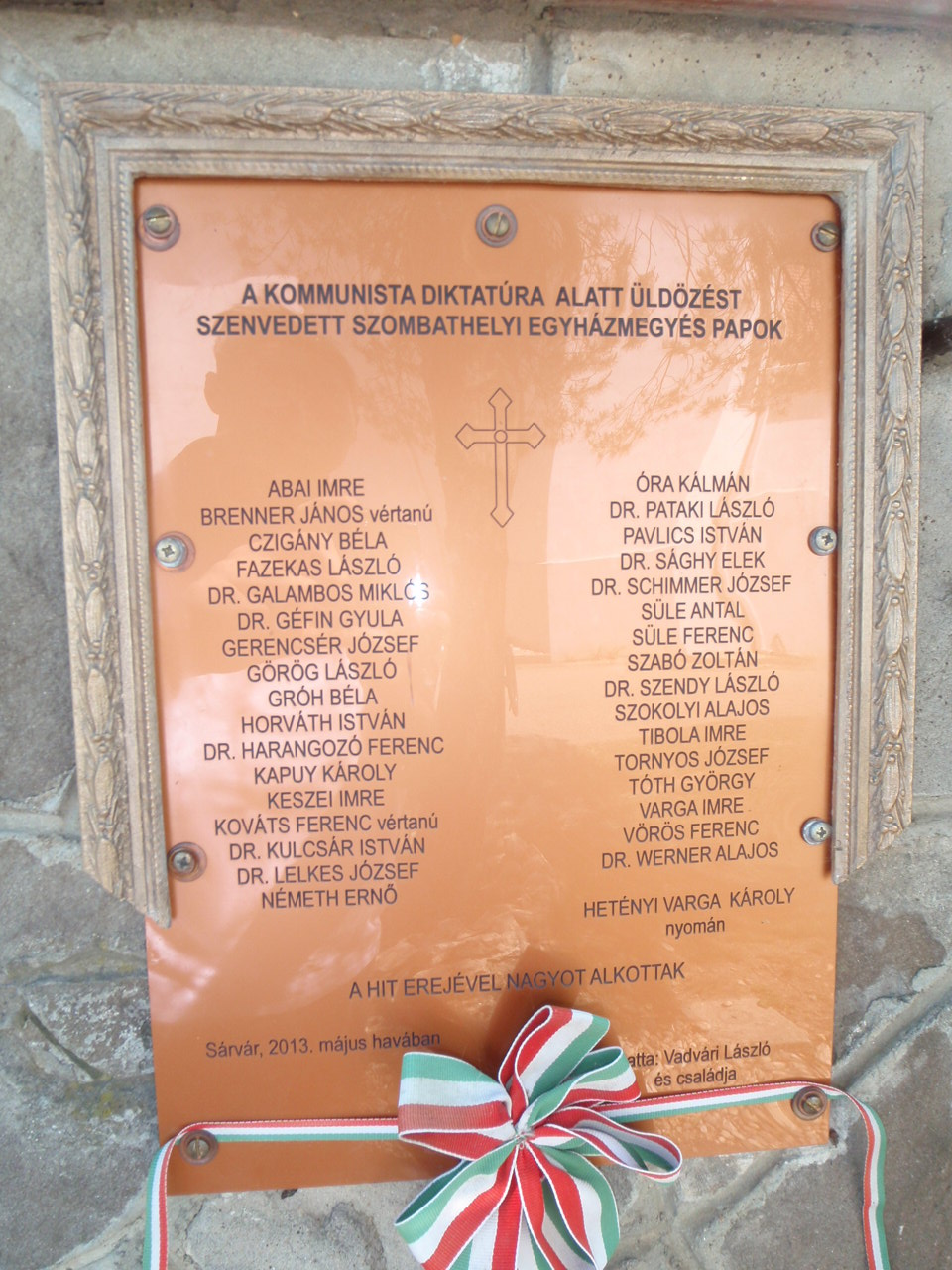
A kommunista diktatúra alatt üldözést szenvedett szombathelyi egyházmegyés papok emléktáblája
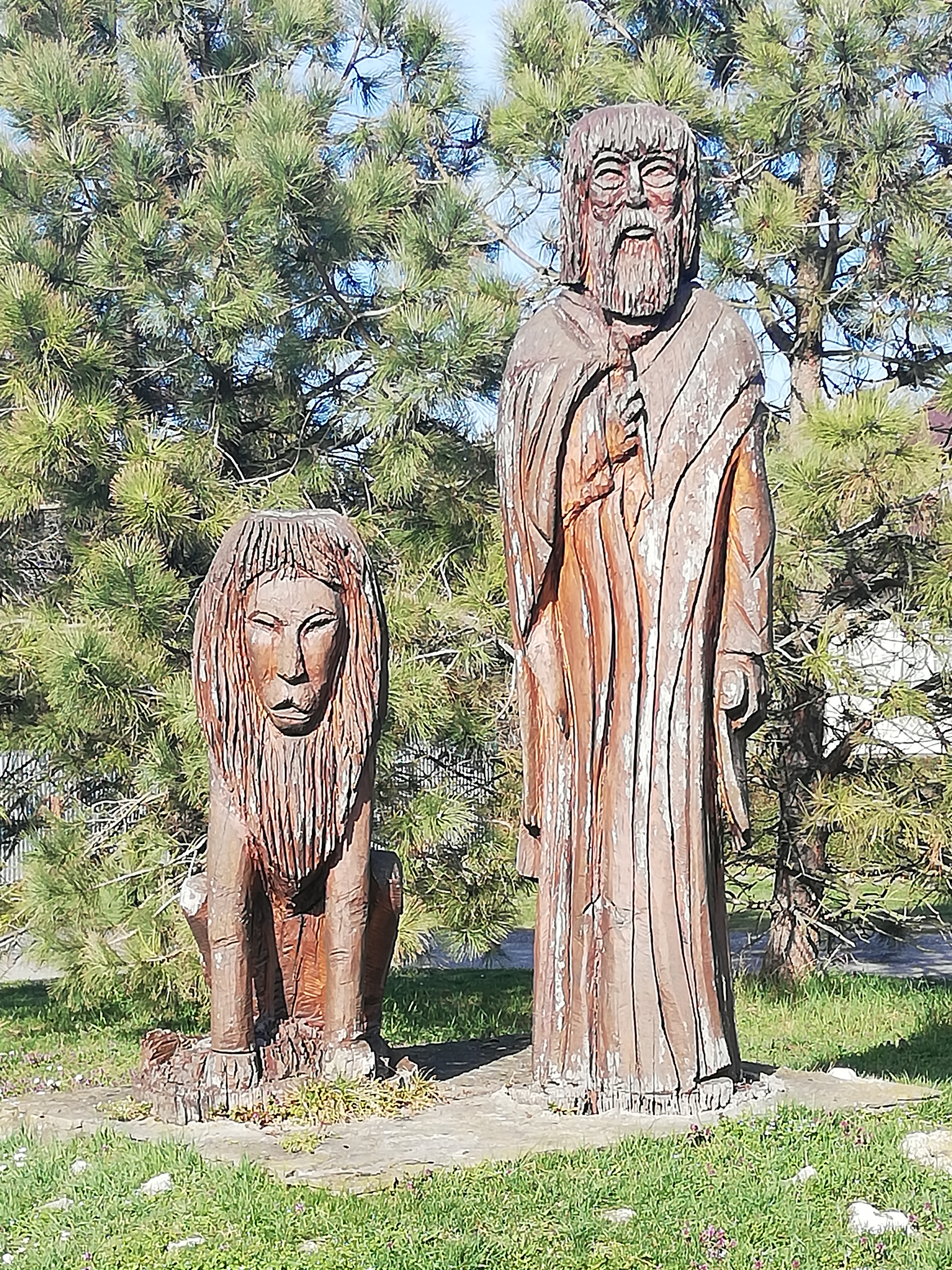
Oroszlános szoborpár
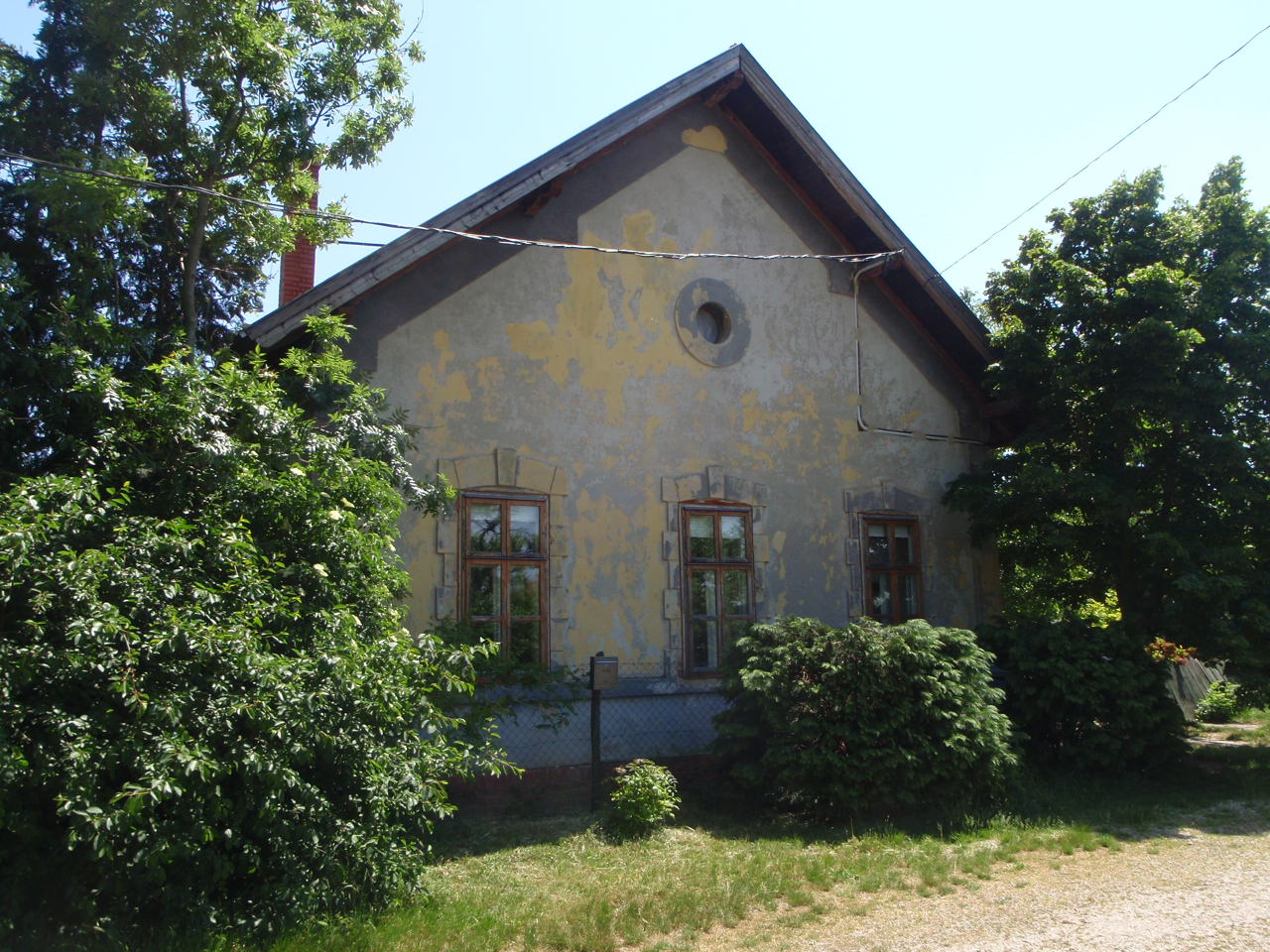
Rábasömjén vasútállomás egykori épülete
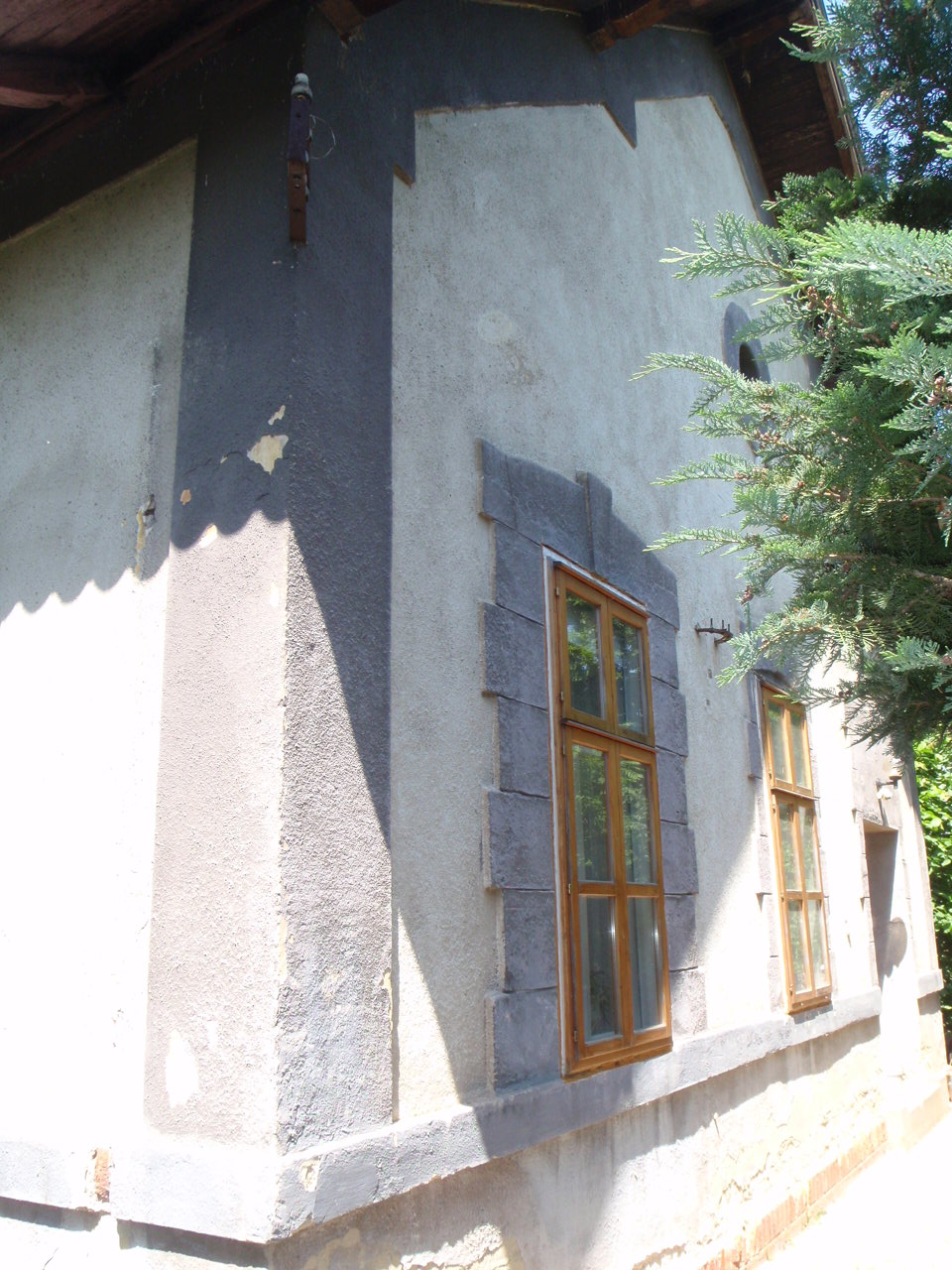
A vasútállomás a vágányok hajdani helye felől